# Brooklyn Sudano
Brooklyn Sudano est une actrice américaine née le 5 janvier 1981.  
Elle est la fille de Donna Summer et du compositeur Bruce Sudano (en).  
Elle est principalement connue, à la télévision, notamment pour le rôle de Vanessa dans la sitcom Ma famille d'abord (2003-2005) et celui d'Asha Flynn dans la série d'action Taken (2017).

## Biographie

### Jeunesse et formation
Née à Nashville, Brooklyn est très tôt intéressée par la comédie, et apparaît dans diverses comédies musicales et pièces de théâtre. 
Brillante élève, elle entre à l’université Vanderbilt, mais décide de faire une pause dans son cursus universitaire pour intégrer le prestigieux Lee Strasberg Institute, à New York,. 

### Carrière
Elle débute de manière précoce en jouant dans des comédies musicales et autres productions au théâtre. Elle participe aussi à des spot publicitaires et a également été mannequin pour l’agence Ford. 
Elle se fait connaître en interprétant le rôle de Vanessa dans la sitcom Ma famille d'abord.  
En 2015, elle figure au casting du téléfilm de la chaîne Lifetime With this ring, nommé à la 44e cérémonie des NAACP Image Awards pour le prix de la meilleure réalisation. Cette production est intitulée, en France, Mariées Dans L'Année, est diffusée le vendredi 9 mars 2018 à 13h55 sur TF1. 
En 2016, elle joue le rôle récurrent de l'ex-femme de James Franco dans la série 22.11.63,. L'année suivante, elle rejoint la distribution principale de la série télévisée d'action Taken,. Cependant, son personnage est écarté de la seconde saison tout comme une grande partie du casting d'origine,. 

### Vie privée
Elle est mariée à Mike McGlaflin, depuis le 8 octobre 2006. 
Brooklin Sudano s'intéresse aussi à la musique, son autre passion. Interprète et compositrice, elle a travaillé en studio avec Henry Hirsch (en), producteur de Lenny Kravitz.

## Filmographie

### Cinéma

#### Longs métrages
- 2006 : Rain de Craig DiBona : Rain Arnold
- 2007 : Somebody Help Me de Chris Stokes : Serena (vidéofilm)
- 2008 : Alone in the Dark II de Michael Roesch et Peter Scheerer : Sinclair (vidéofilm)
- 2010 : Bad Cop (Sinners and Saints) de William Kaufman : Beth Ganz
- 2010 : 5 Star Day de Danny Buday : Yvette Monygomery
- 2012 : Dance Crew de Mark Bacci : Julia

### Télévision

#### Séries télévisées
- 2003-2005 : Ma famille d'abord : Vanessa Scott (28 épisodes)
- 2006 : Cuts : Felicia (3 épisodes)
- 2007 : Les experts : Manhattan : Colleen Ballard (1 épisode)
- 2008 : Fear Itself : Arlene (1 épisode)
- 2008 : FBI, portés disparus : Jackie Bell (1 épisode)
- 2008 : 90210 Beverly Hills - Nouvelle génération : Miss Austin (1 épisode)
- 2009 : The unit - Commando d'élite : Lindsay (1 épisode)
- 2010 : $h#*! My Dad Says : Zoey (1 épisode)
- 2011 : Friends with Benefits : Kat (1 épisode)
- 2013 : Body of Proof : Analyste du FBI (1 épisode)
- 2013 : Reed Between the Lines : Rita Darren (2 épisodes)
- 2016 : Ballers : Victoria (2 épisodes)
- 2016 : 22.11.63 : Christy Epping (4 épisodes)
- 2017 : Taken : Asha Flynn (10 épisodes)
- 2021 : Cruel Summer : Angela Prescott

#### Téléfilms
- 2009 : Revolution de Michael Rymer : Roxanne
- 2009 : Limelight de David Semel : Jazmine Barkley
- 2010 : La fièvre de dance-floor de Bradley Walsh : Malika
- 2012 : Joey Dakota de ? : Holly
- 2013 : Westside de McG : Jess Roman
- 2015 : Mariées dans l'année (With This Ring) de Nzingha Stewart : Elise
- 2023 : Hantée par mon mari de Darin Scott : Dana Marks